# Lõpi
Lõpi is een plaats in de Estlandse gemeente Saaremaa, provincie Saaremaa. De plaats heeft de status van dorp (Estisch: küla) en telt 15 inwoners (2021).
Lõpi behoorde tot in oktober 2017 tot de gemeente Leisi. In die maand werd Leisi bij de fusiegemeente Saaremaa gevoegd.